# Keith Boak
Keith Boat est un réalisateur britannique de cinéma et de télévision, surtout connu pour son travail sur plusieurs séries dramatiques populaires[Lesquelles ?]. Il réside et travaille actuellement aux États-Unis.